# Sequoia nationalpark
Sequoia nationalpark är en nationalpark i delstaten Kalifornien i USA, i södra delen av bergskedjan Sierra Nevada. Den gränsar till Kings Canyon nationalpark och täcker en yta på 1 635 km². Nationalparken bildades 1890 och var den andra i USA, efter Yellowstone.
Området är känt för sina jättelika sequoia-träd eller mammutträd (Sequoiadendron giganteum), bland dessa finns världens största träd, kallat General Sherman. Man kan besöka nationalparken med bil, men det finns även gott om vandringsleder.